# Чарторыйский, Теодор Казимир
Князь Теодор Казимир Чарторыйский (1704 — 1 марта 1768) — римско-католический и государственный деятель Речи Посполитой, пробст плоцкий, каноник краковский (1717), аббат любинский (1731), епископ познанский (1739—1768). Дядя короля польского Станислава Августа Понятовского.

## Биография
Представитель знатного польско-литовского магнатского рода Чарторыйских герба «Погоня». Младший (третий) сын каштеляна виленского и подканцлера великого литовского, князя Казимира Чарторыйского (1674—1741), от брака с Изабеллой Эльжбетой Морштын (1671—1758). Старшие братья — канцлер великий литовский Михаил Фредерик Чарторыйский (1696—1775) и воевода русский Август Александр Чарторыйский (1697—1782). Дядя последнего короля Речи Посполитой Станислава Августа Понятовского.

## Карьера
С детства был предназначен к духовной жизни, в возрасте 13 лет был титулярным каноником краковским. Получил образование в римском иезуитском коллегиуме. В 1727 году он был рукоположен в священники, затем стал пробстом плоцким. Вскоре после этого Теодор Чарторыйский получил ещё прибыльную пребенду (право на доход с церковной должности), вошёл в состав варшавского капитула. Позднее был назначен аббатом в Любине (Великая Польша), также являлся депутатом Коронного Трибунала.
В 1729 году князь Теодор Казимир Чарторыйский совершил поездку в Рим, откуда вернулся в январе 1730 года. Папский двор дал обещание назначить его новым епископом познанским в 1732 году. Одновременно молодой прелат претендовал на кардинальскую шапку. Однако эти планы были сорваны неблагоприятными для Чарторыйских королевскими выборами в 1733 году. Теодор Казимир Чарторыйский оазался в осажденной русскими войсками Гданьске, где под руководством Станислава Понятовского находились приверженцы короля Станислава Лещинского в ожидании военной помощи от Франции. После капитуляции Гданьска Теодор Чарторыйский вынужден был признать королём Речи Посполитой саксонского курфюрста Августа III. В 1733 году сан епископа познанского получил епископ каменецкий Станислав Юзеф Гозий, сторонник Веттинов, а Теодор Казимир Чарторыйский вынужден был ожидать смерти нового епископа. Тогда же он из-за болезни Теодора Анджея Потоцкого претендовал на сан примаса Польши и архиепископа гнезненского. Однако против кандидатуры Теодора Чарторыйского выступил королевский двор. 29 октября 1738 года после смерти Станислава Гозия Теодор Чарторыйский был назначен новым епископом познанским.
Получив сан епископа познанского, Теодор Чарторыйский стал одновременно сенатором Речи Посполитой. Его первая речь на сейме в 1740 году представляла план «Фамилии», стремившейся к увеличению и модернизации польской армии, установлению единых налогов и возрождению польских городов. 3 августа 1742 года был награждён орденом Белого орла.
В своем диоцезе занимался пасторской работой и имущественными заботами. В 1744 году был Познани бал обнаружена могила первого польского короля Болеслава I Храброго. По этому случаю епископ организовал траурные мероприятия. В 1748 году отправился во Вроцлав на посвящение в епископы Филиппа Готтарда фон Шаффтгоча. Этот визит подчеркивал связь вроцлавского диоцеза в Силезии с польской церковью.
Резиденцией познанских епископов был дворец в Чёнжене под Слупцей. Здесь первоначально Теодор Казимир Чарторыйский содержал свой двор, но затем перебрался в более уютный дворец в Дольске. Как и все прочие польские магнаты, путешествовал с большой свитой. Совершал частые поездки между главными городами диоцеза, Познанью и Варшавой.
Увлекался музыкой, любил играть на клавесине и альте.
В 1763 году после смерти польского короля Августа III познанский епископ Теодор Казимир Чарторыйский был вынужден прервать пасторскую работу в своём диоцезе и вернуться в политику. Первоначально князья Чарторыйские планировали посадить на королевский престол воеводу русского Августа Александра Чарторыйского, старшего брата Теодора. Однако российское правительство отклонило эту кандидатуру и остановилось на молодом стольнике великом литовском, графе Станиславе Понятовском, племяннике Теодора Чарторыйского. В 1763 году в Великую Польшу вступили прусские войска и вызвали здесь немалые разрушения. Епископ Теодор Казимир Чарторыйский вместе с другими познанскими сенаторами протестовал против несанкционированного нарушения границ, написав жалобу в Берлин. Активно включился агитировал великопольскую шляхту проголосовать за своего брата Августа Чарторыйского, а затем за племянника Станислава Понятовского. Организовал в Познани съезд, на который собралась местная знать. На великопольском сеймике в Сьроде-Великопольской (февраль 1764) он использовал свой авторитет в регионе, чтобы добиться избрания сторонников «Фамилии» на конвокационный сейм. Его действия закончились половинчатым результатом. Епископ добился раскола, что привело к избранию двойного комплекта депутатов. В 1764 году на элекционном сейме Теодор Чарторыйский поддержал избрание Станислава Августа Понятовского на королевский трон Речи Посполитой.
Затем Теодор Казимир Чарторыйский заболел и вскоре, получив согласие сейма, выехал на лечение в бельгийской город Спа. После возвращения на родину ещё раз участвовал в сейме 1766 года, где происходила борьба начало реформ. Но из-за болезни он практически не принимал в нём участия, так же, как и в последующей подготовке Радомской конфедерации.
1 марта 1768 года епископ познанский Теодор Казимир Чарторыйский скончался в Дольске.